# Abbaye de Kilbeggan
L’abbaye de Kilbeggan (en irlandais : Mainistir Cill Bheagáin) était une abbaye cistercienne située dans l'actuelle ville de Kilbeggan, en Irlande.
Fondée en 1150, l'abbaye reste très modeste même si elle accueille les sépultures de personnalités importantes. Elle est dissoute en 1539 et disparaît entièrement dans les siècles suivants.

## Histoire

### Fondation et toponymie
Suivant la plupart des sources, l'abbaye est fondée en 1150 par le clan MacCoghlan, la famille principale du district ; toutefois certaines sources anciennes mentionnent 1200,.
L'existence d'un précédent monastère beaucoup plus ancien et remontant au Ve ou au VIe siècle est très probable ; ce premier monastère aurait été fondé par saint Becan (en), d'où le nom de « Kilbeggan »,.

### Moyen Âge
À la fin du XIIe siècle, Sionnach Ó Catharnaigh (O'Kearney), grand prêtre de Clonmacnoise, vient terminer sa vie au monastère et y meurt en 1196 en tant que novice. En 1213, Melaghlin MacCoghlan, prince de Devlin, y meurt lors d'un pèlerinage. Enfin, Áed Ua Máel Eóin (Hugh O'Malone), évêque de Clonmacnoise (en), y est enterré en 1236,.
En 1217, dans le cadre de la conspiration de Mellifont, la communauté est impliquée dans l'émeute de Jerpoint, et l'abbé en est puni en conséquence. En 1228, la filiation de Mellifont est temporairement réorganisée pour empêcher les velléités autonomistes des monastères irlandais ; Kilbeggan est rattachée à Buildwas jusqu'en 1274,.

### Dissolution
L'inventaire précédant la dissolution fait état d'un revenu annuel de treize livres seulement, ce qui classe Kilbeggan parmi les plus pauvres communautés cisterciennes d'Irlande ; en conséquence l'abbaye est dissoute en 1539 et ses biens donnés à la famille Lambert. Au XVIIIe siècle, une église anglicane est construite en lieu et place du monastère, puis elle est abandonnée et ruinée à son tour.